# Millenniumproblemerne
Millenniumproblemerne eller Millennium Prize Problems er syv problemer indenfor matematik som i 2000 blev listet af Clay Mathematics Institute. Problemerne er listet her:
- Birch-Swinnerton-Dyers formodning,
- Hodges formodning,
- Navier–Stokes eksistens og glathed,
- P versus NP,
- Poincaréformodningen,
- Riemannhypotesen
- Yang–Mills eksistens og massegab.

Den rigtige løsning til ethvert af disse problemer udløser en pengepræmie på $1 mio. (nogle gange kaldet en Millenniumpris) der udbetales af Clay Mathematics Institute. Det eneste af de syv problemer, der er blevet løst, er Poincaréformodningen, der blev løst af Grigori Perelman i 2003.

## Løste problemer

### Poincaréformodningen
I topologi bliver en sfære med en todimensionel overflade karakteriseret ved at være kompakt og en enkeltsammenhængende mængde. Poincaréformodningen er, at dette også gælder for en tredimensionel overflade. Det analoge problem for højere dimensioner er bevist. 
Den officielle beskrivelse af problemet blev formuleret af John Milnor.
I 2003 fremlagde Grigori Perelman et bevis for formodningen; gennemgangen af beviset var færdig i august 2006, og Perelman blev også udvalgt til at modtage Fieldsmedaljen for sin løsning af problemet, men han frasagde sig prisen. Perelman blev officielt tildelt Millenniumprisen den 18. marts 2010,
 
men frasagde sig ligeledes denne pris, og samtidig præmiesummen fra Clay Mathematics Institute. Nyhedsbureauet Interfax citerede Perelman for at udtale, at han mente at prisen var urimelig. Perelman sagde til Interfax at han betragtede sit bidrag til løsningen af Poincaréformodningen til ikke at være større end matematikeren Richard Hamilton fra Columbia University.

## Uløste problemer

### P versus NP
Spørgsmålet går ud på, om der for alle problemer, hvor en algoritme kan verificere en given løsning hurtigt (det vil sige i polynomisk tid), findes en algoritme der kan finde denne løsning hurtigt. Siden førstnævnte beskriver en klasse af problemer der kaldes NP, mens sidstnævnte beskrives P er spørgsmålet det samme som at spørge om alle problemer i NP også er i P. Dette betragtes et af de vigtigste åbne spørgsmål inden for matematik og datalogi, da det har vidtrækkende konsekvenser for andre problemer i matematik, biologi, filosofi og kryptografi.
| Citat | Scott Aaronson, MIT | Citat |
|       |                     |       |

De fleste matematikere og dataloger forventer at P ≠ NP.
Den officielle beskrivelse af problemet blev formuleret af Stephen Cook.

### Hodges formodning
Hodges formodning er, at for projektiv algebraiske varianser vil Hodge cyklus være rationale lineærkombinationer af algebraiske cyklusser.
Den officielle beskrivelse af problemet blev formuleret af Pierre Deligne.

### Riemannhypotesen
Riemannhypotesen er, at alle ikke-trivielle nuller af den analytiske fortsættelse af Riemanns zetafunktion har en reel del af 1/2. Et bevis eller modbevis ville have vidtrækkende konsekvenser for talteori, særligt for fordelingen af primtal. Det var Hilberts ottende problem, der blev formuleret i 1900, og bliver stadig betragtet som et vigtigt uløst problem over et århundrede senere.
Den officielle beskrivelse af problemet blev formuleret af Enrico Bombieri.

### Yang–Mills eksistens og massegab
I fysik er klassisk Yang–Millsteori en generalisering af Maxwellteori om elektromagnetisme, hvor chromo-elektromagnetiske felter selv bærer ladningen. Som en klassisk feltteori, har den løsninger, der bevæger sig med lysets hasighed, så dens kvanteversioner, der skulle beskrive masseløse partikler (gluoner). Postulatet om fænomenet farveconfinement tillader kun gluoner i bundne stadier at forme partikler med en masse. Dette er massegabet. Et andet aspekt af confinement er asymptotisk frihed, som gør det muligt at Yang-Mills kvanteteori eksisterer uden begrænsninger for energi i lav skala. Problemet er grundigt at påvise eksistensen af Yang-Mills kvanteteori og massegab.
Den officielle beskrivelse af problemet blev formuleret af Arthur Jaffe og Edward Witten.

### Navier–Stokes eksistens og glathed
Navier-Stokes' ligning beskriver bevægelsen af væsker. Selvom den første blev formuleret i 1800-tallet er den endnu ikke særlig velforstået. Problemet er at gøre fremskridt i retning af en matematisk teori, der vil give indsigt i disse ligninger.
Den officielle beskrivelse af problemet blev formuleret af Charles Fefferman.

### Birch og Swinnerton-Dyers formodning
Birch og Swinnerton-Dyers formodning behandler særlige typer ligninger; dem som definerer elliptiske kurver over rationale tal. Formodningen er, at der er en simpel måde at afgøre på, om ligningen har et endeligt eller uendeligt antal løsninger. Hilberts tiende problem behandlede en mere generel type ligning, og i dette tilfælde blev det bevist, at der ikke var en måde at bestemme om ligningen overhovedet har nogen løsninger.
Den officielle beskrivelse af problemet blev formuleret af Andrew Wiles.

## Yderligere læsning
- Devlin, Keith J. (2003) [2002]. The Millennium Problems: The Seven Greatest Unsolved Mathematical Puzzles of Our Time. New York: Basic Books. ISBN 0-465-01729-0.
- Carlson, James; Jaffe, Arthur; Wiles, Andrew, red. (2006). The Millennium Prize Problems. Providence, RI: American Mathematical Society and Clay Mathematics Institute. ISBN 978-0-8218-3679-8.